# Popović (prezime)
Popović je hrvatsko, crnogorsko i srpsko prezime. Izvedeno je od riječi pop u značenju svećenika, iz grčkog pappas.

### Hrvatsko prezime
U Hrvata se prezime Popović javlja u Poljicima, Splitu, Hvaru, Gdinju, Žeževici-Orju, Opuzenu, Konjicu, Busovači i dr.
Poznate osobe:
- Anto Popović, bh. bibličar
- Božena Martinčević, r. Popović, hrv. modna kreatorica, pionirka etno-mode i dizajna u Hrvatskoj, najveća splitska tekstilna umjetnica svih vremena
- Daniel Popović, hrv. košarkaš
- Davorin Popović, bh. glazbenik
- Edo Popović, hrv. književnik
- Filip Popović, hrv. fotograf
- Janko Popović Volarić, hrv. glumac
- Joško Popović, hrv. nogometaš
- Jurica Popović, hrv. glazbenik, gitarist i aranžer Trotakta i Gracije[1][2]
- Marko Popović (automobilist), hrv. automobilist
- Siniša Popović, hrv. glumac
- Stanko Popović, hrv. akademik, fizičar
- Stipan Popović, hrv. glazbenik
- Vladimir Popović (pjesnik), hrv. pjesnik i akademik

### Srpsko prezime
- Više osoba, često prezime kod Srba.

### Crnogorsko prezime
- Više osoba, često prezime kod Crnogoraca. Prezime je s Cetinja.

### Poznate osobe
- Andrija Popović, nekadašnji crnogorski vaterpolista i suvremeni političar
- Krsto Popović, crnogorski general
- Stevo Popović, crnogorski znanstvenik
- Branislav Popović, crnogorski fizioterapeut i travar
- Milorad Popović, crnogorski spisatelj
- Vojvoda Simo Popović, crnogorski novinar, spisatelj i političar
- Čedo Popović, crnogorski preduzetnik

Rusko prezime:
- Pavel Romanovič Popovič, rus. kozmonaut